# Olga Zawadzka
Olga Zawadzka (née Olga Antonina Bocheńska le 14 décembre 1905 - morte le 18 juillet 2008 à Szczecinek en Pologne) est une institutrice et catéchiste polonaise, juste parmi les nations.

## Biographie
Elle est la fille d'Adolf Zawadzki et de Maria née Dunin-Borkowska, et la sœur de Józef Maria Bocheński. Elle passe son enfance et sa jeunesse dans le domaine de Ponikwa près de Brody. En 1932 elle y épouse Aleksander Światopełk-Zawadzki, ensuite, elle déménage à Czuszów en Petite-Pologne, d'où vient la famille Bocheński. Elle y habite jusqu'en 1939. Pendant la guerre elle sauve la vie de trois Juives dont Noe Livne du ghetto de Lwów. Après la guerre, Livne s'installe en Israël et ce n'est qu'après presque 50 ans que les deux femmes se retrouvent. Zawadzka après la fin des hostilités habite à Ustronie Morskie, Kołobrzeg, Szarów près de Bochnia et finalement en 1959 elle s'installe à Szczecinek en Poméranie occidentale où elle travaille en tant qu'institutrice et catéchète. Dans les années 1970-76 elle est membre d'un groupe de rédacteurs qui préparent le nouveau programme d'enseignement de catéchisme.
En 1992 elle est honorée juste parmi les nations par le Yad Vashem, le 19 juillet 2008 elle est décorée de la Croix de Commandeur de l'Ordre Polonia Restituta par le président de la République de Pologne Lech Kaczyński.
Elle meurt à Szczecinek le 18 juillet 2008 à l'âge de 102 ans.

## Décorations
- Croix de Commandeur de l'Ordre Polonia Restituta